# Persone di nome Patrizia
| Questa pagina contiene informazioni ricavate automaticamente dalle voci biografiche con l'ausilio del template Bio e di un bot. L'aggiornamento è periodico e automatico e ricostruisce completamente la pagina. Se manca una persona in questa lista, sei pregato di non aggiungerla, ma accertati piuttosto che la sua voce biografica contenga il template Bio e che i dati anagrafici siano correttamente compilati. Se il template Bio manca, inseriscilo tu stesso o, in alternativa, metti l'avviso {{tmp\|Bio}} che ne segnala la mancanza. Se i dati riportati sono sbagliati, correggi direttamente la voce biografica; le modifiche saranno visibili in questa lista entro pochi giorni. Per chiarimenti vedi il progetto antroponimi. La lista contiene solo le 105 persone che sono citate nell'enciclopedia e per le quali è stato implementato correttamente il template Bio. Pagina aggiornata al 22 lug 2025. |

Questa è una lista di persone presenti nell'enciclopedia che hanno il nome Patrizia, suddivise per attività principale.

## Allenatrici di calcio(1)
- Patrizia Panico, allenatrice di calcio e ex calciatrice italiana (Roma, n. 1975)

## Annunciatrici televisive(1)
- Patrizia Nanetti, annunciatrice televisiva e ex modella italiana (Ancona, n. 1965)

## Antropologhe(1)
- Patrizia Giancotti, antropologa, fotografa e giornalista italiana (Torino, n. 1958)

## Astrofisiche(1)
- Patrizia Caraveo, astrofisica italiana (Milano, n. 1954)

## Atlete(1)
- Patrizia Cassard, ex atleta italiana (n. 1969)

## Attrici(17)
- Patrizia Adiutori, attrice italiana
- Patrizia Bracaglia, attrice e doppiatrice italiana (Firenze, n. 1964)
- Patrizia Caselli, attrice, conduttrice televisiva e showgirl italiana (Udine, n. 1960)
- Patrizia De Clara, attrice italiana (Alano di Piave, n. 1940)
- Patrizia Della Rovere, attrice e personaggio televisivo italiana (Gorizia, n. 1935)
- Patrizia Di Martino, attrice e regista italiana (Napoli, n. 1970)
- Patrizia Gori, attrice italiana (Roma, n. 1950)
- Patrizia La Fonte, attrice italiana (Bagno a Ripoli, n. 1956)
- Patrizia Lari, attrice italiana (Roma, n. 1933 - Roma, † 2022)
- Patrizia Loreti, attrice e cabarettista italiana (Roma, n. 1954)
- Patrizia Milani, attrice italiana (Pavia, n. 1951)
- Patrizia Pellegrino, attrice, showgirl e cantante italiana (Torre Annunziata, n. 1962)
- Patrizia Piccinini, attrice italiana (Vicenza, n. 1959)
- Patrizia Valturri, attrice italiana (n. 1949)
- Patrizia Viotti, attrice e modella italiana (Roma, n. 1950 - Roma, † 1994)
- Patrizia Webley, attrice italiana (Roma, n. 1950)
- Patrizia Zappa Mulas, attrice e scrittrice italiana (Milano, n. 1956)

## Attrici teatrali(1)
- Patrizia Barbuiani, attrice teatrale, regista teatrale e scrittrice svizzera (Lugano, n. 1981)

## Avvocate(1)
- Patrizia Pesenti, avvocata e politica svizzera (Locarno, n. 1958)

## Calciatrici(4)
- Patrizia Caccamo, calciatrice italiana (Wickede, n. 1984)
- Patrizia Fichera, ex calciatrice italiana (Torino, n. 1970)
- Patrizia Onorato, calciatrice italiana (Salerno, n. 1952 - Salerno, † 2023)
- Patrizia Sberti, ex calciatrice italiana (Pisa, n. 1969)

## Cantanti(3)
- Patrizia Bulgari, cantante e autrice televisiva italiana (Codigoro, n. 1961)
- Patrizia Di Malta, cantante, paroliera e traduttrice italiana (Milano, n. 1958)
- Patrizia Gattaceca, cantante e scrittrice francese (Penta-Acquatella, n. 1957)

## Cantautrici(1)
- Patrizia Laquidara, cantautrice italiana (Catania, n. 1972)

## Cestiste(3)
- Patrizia Scannaliato, ex cestista italiana (n. 1972)
- Patrizia Schiavone, ex cestista italiana (Siracusa, n. 1966)
- Patrizia Scodavolpe, ex cestista italiana (Napoli, n. 1952)

## Chitarriste(1)
- Patrizia Rebizzi, chitarrista italiana (Milano, n. 1957 - Milano, † 2017)

## Collezioniste d'arte(1)
- Patrizia Sandretto Re Rebaudengo, collezionista d'arte e mecenate italiana (Torino, n. 1959)

## Conduttrici radiofoniche(1)
- Patty Farchetto, conduttrice radiofonica italiana (Fossano)

## Conduttrici televisive(1)
- Patrizia Rossetti, conduttrice televisiva e conduttrice radiofonica italiana (Montaione, n. 1959)

## Doppiatrici(5)
- Patrizia Burul, doppiatrice e direttrice del doppiaggio italiana (Trieste, n. 1967)
- Patrizia Mottola, doppiatrice italiana (Torino, n. 1970)
- Patrizia Salerno, doppiatrice italiana (Roma, n. 1962)
- Patrizia Salmoiraghi, doppiatrice, direttrice del doppiaggio e dialoghista italiana (Milano, n. 1959)
- Patrizia Scianca, doppiatrice italiana (Torino, n. 1961)

## Drammaturghe(1)
- Patrizia Pasqui, drammaturga e regista teatrale italiana (Chiavari, n. 1961)

## Egittologhe(1)
- Patrizia Piacentini, egittologa e archeologa italiana (Pavullo nel Frignano, n. 1961)

## Filosofe(1)
- Patrizia Pozzi, filosofa italiana (Milano, n. 1956 - Merate, † 2021)

## Fotografe(1)
- Patrizia Genovesi, fotografa, regista e sceneggiatrice italiana (n. 1962)

## Fumettiste(1)
- Patrizia Mandanici, fumettista, illustratrice e blogger italiana (Messina, n. 1965)

## Ginnaste(2)
- Patrizia Fratini, ex ginnasta italiana (Prato, n. 1961)
- Patrizia Luconi, ex ginnasta italiana (Rimini, n. 1970)

## Giornaliste(1)
- Patrizia Carrano, giornalista e scrittrice italiana (Crespano del Grappa, n. 1946)

## Linguiste(1)
- Patrizia Violi, linguista italiana (Bologna, n. 1949)

## Medici(1)
- Patrizia Paterlini, medico e oncologa italiana (Reggio nell'Emilia)

## Mezzofondiste(3)
- Patrizia Di Napoli, mezzofondista italiana (n. 1969)
- Patrizia Ritondo, ex mezzofondista e ex maratoneta italiana (Petralia Sottana, n. 1974)
- Patrizia Tisi, ex mezzofondista italiana (n. 1971)

## Modelle(1)
- Patrizia Garganese, modella, attrice e conduttrice televisiva italiana (Taranto, n. 1958)

## Nuotatrici(2)
- Patrizia Lanfredini, ex nuotatrice italiana (Firenze, n. 1957)
- Patrizia Miserini, ex nuotatrice italiana (Roma, n. 1958)

## Ostacoliste(1)
- Patrizia Lombardo, ex ostacolista e velocista italiana (Roma, n. 1958)

## Personaggi televisivi(1)
- Patrizia De Blanck, personaggio televisivo e socialite italiana (Roma, n. 1940)

## Pianiste(1)
- Patrizia Scascitelli, pianista e musicista italiana (Roma, n. 1949)

## Poetesse(2)
- Patrizia Valduga, poetessa e traduttrice italiana (Castelfranco Veneto, n. 1953)
- Patrizia Vicinelli, poetessa e attrice teatrale italiana (Bologna, n. 1943 - Bologna, † 1991)

## Poeti(1)
- Patrizia Cavalli, poeta e scrittrice italiana (Todi, n. 1947 - Roma, † 2022)

## Politiche(12)
- Patrizia Arnaboldi, politica italiana (Milano, n. 1946 - Milano, † 2025)
- Patrizia Barbieri, politica italiana (Cremona, n. 1960)
- Patrizia Bisinella, politica italiana (Camposampiero, n. 1970)
- Patrizia Bugnano, politica italiana (Torino, n. 1962)
- Patrizia Casagrande Esposto, politica italiana (Senigallia, n. 1951 - Senigallia, † 2017)
- Patrizia Maestri, politica italiana (Trecasali, n. 1954)
- Patrizia Manassero, politica italiana (Cuneo, n. 1960)
- Patrizia Marrocco, politica e produttrice televisiva italiana (Colonia, n. 1977)
- Patrizia Paoletti Tangheroni, politica italiana (Il Cairo, n. 1947)
- Patrizia Prestipino, politica italiana (Roma, n. 1963)
- Patrizia Terzoni, politica italiana (Fabriano, n. 1982)
- Patrizia Toia, politica italiana (Pogliano Milanese, n. 1950)

## Politologhe(1)
- Patrizia Nanz, politologa tedesca (Stoccarda, n. 1965)

## Principesse(1)
- Patrizia di Connaught, principessa inglese (Buckingham Palace, n. 1886 - Windlesham, † 1974)

## Psicologhe(1)
- Patrizia Adami Rook, psicologa, psicoterapeuta e psicoanalista italiana (Pisa, n. 1942 - Roma, † 2007)

## Religiose(1)
- Patrizia di Costantinopoli, religiosa bizantina (Costantinopoli - Napoli, † 685)

## Saggiste(1)
- Patrizia Musso, saggista italiana (Milano, n. 1969)

## Scenografe(1)
- Patrizia von Brandenstein, scenografa statunitense (Arizona, n. 1943)

## Sciatrici alpine(5)
- Patrizia Auer, ex sciatrice alpina italiana (Bressanone, n. 1974)
- Patrizia Bassis, ex sciatrice alpina italiana (Alzano Lombardo, n. 1973)
- Patrizia Dorsch, ex sciatrice alpina tedesca (Berchtesgaden, n. 1994)
- Patrizia Medail, ex sciatrice alpina e artista italiana (Bologna, n. 1945)
- Patrizia Siorpaes, ex sciatrice alpina italiana (Belluno, n. 1957)

## Scrittrici(6)
- Patrizia Bisi, scrittrice italiana (Roma)
- Patrizia Finucci Gallo, scrittrice e giornalista italiana (n. 1973)
- Patrizia Pesaresi, scrittrice, psichiatra e psicanalista italiana (Ancona, n. 1952 - Roma, † 2018)
- Patrizia Rinaldi, scrittrice e educatrice italiana (Napoli, n. 1960)
- Patrizia Rossi, scrittrice italiana (Milano, n. 1951)
- Patrizia Tamà, scrittrice e giornalista italiana (Modena, n. 1962)

## Showgirl(1)
- Patrizia Giugno, showgirl e cantante italiana (Brescia, n. 1957 - Brescia, † 1978)

## Snowboarder(1)
- Patrizia Kummer, snowboarder svizzera (n. 1987)

## Socialite(1)
- Patrizia Reggiani, socialite e criminale italiana (Vignola, n. 1948)

## Soprani(1)
- Patrizia Ciofi, soprano italiano (Casole d'Elsa, n. 1967)

## Stiliste(1)
- Patrizia Suzzi, stilista italiana (Rimini, n. 1953)

## Storiche(2)
- Patrizia Caporossi, storica italiana (Cupra Marittima, n. 1951)
- Patrizia Guarnieri, storica italiana (Firenze, n. 1954)

## Velociste(2)
- Patrizia Spuri, ex velocista italiana (Fara in Sabina, n. 1973)
- Patrizia van der Weken, velocista lussemburghese (n. 1999)

## Senza attività specificata(1)
- Patrizia Sentinelli, ex politica italiana (Roma, n. 1949)